# Lijst van voetbalinterlands Armenië - Malta (vrouwen)
Deze lijst van voetbalinterlands is een overzicht van alle officiële voetbalwedstrijden tussen de nationale vrouwenteams van Armenië en Malta. De landen hebben tot nu toe twee keer tegen elkaar gespeeld.

## Wedstrijden
| № | Plaats   | Datum            | Competitie           | Wedstrijd       | Uitslag |
| - | -------- | ---------------- | -------------------- | --------------- | ------- |
| 1 | Skopje   | 11 november 2008 | Vriendschappelijk    | Armenië − Malta | 2 − 1   |
| 2 | Ta' Qali | 8 maart 2011     | EK 2013 kwalificatie | Malta − Armenië | 1 − 1   |

## Samenvatting
| Competitie        | Totaal gespeeld | Winst Armenië | Gelijk | Winst Malta | Doelsaldo Armenië – Malta |
| ----------------- | --------------- | ------------- | ------ | ----------- | ------------------------- |
| Vriendschappelijk | 2               | 1             | 1      | 0           | 3 − 2                     |
| Totaal            | 2               | 1             | 1      | 0           | 3 − 2                     |